# Alfelder Eisenwerke

Logo

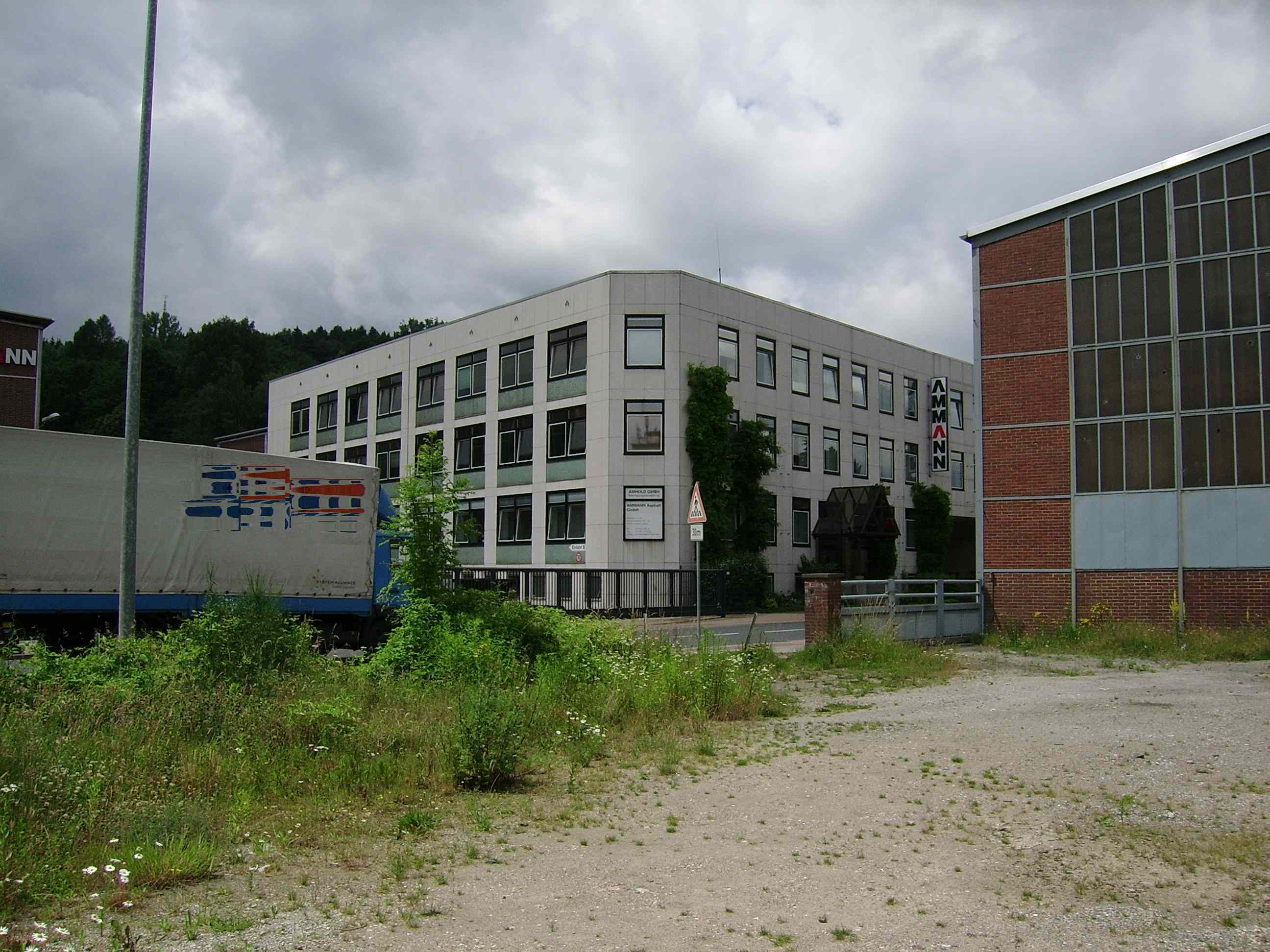
Verwaltungsgebäude

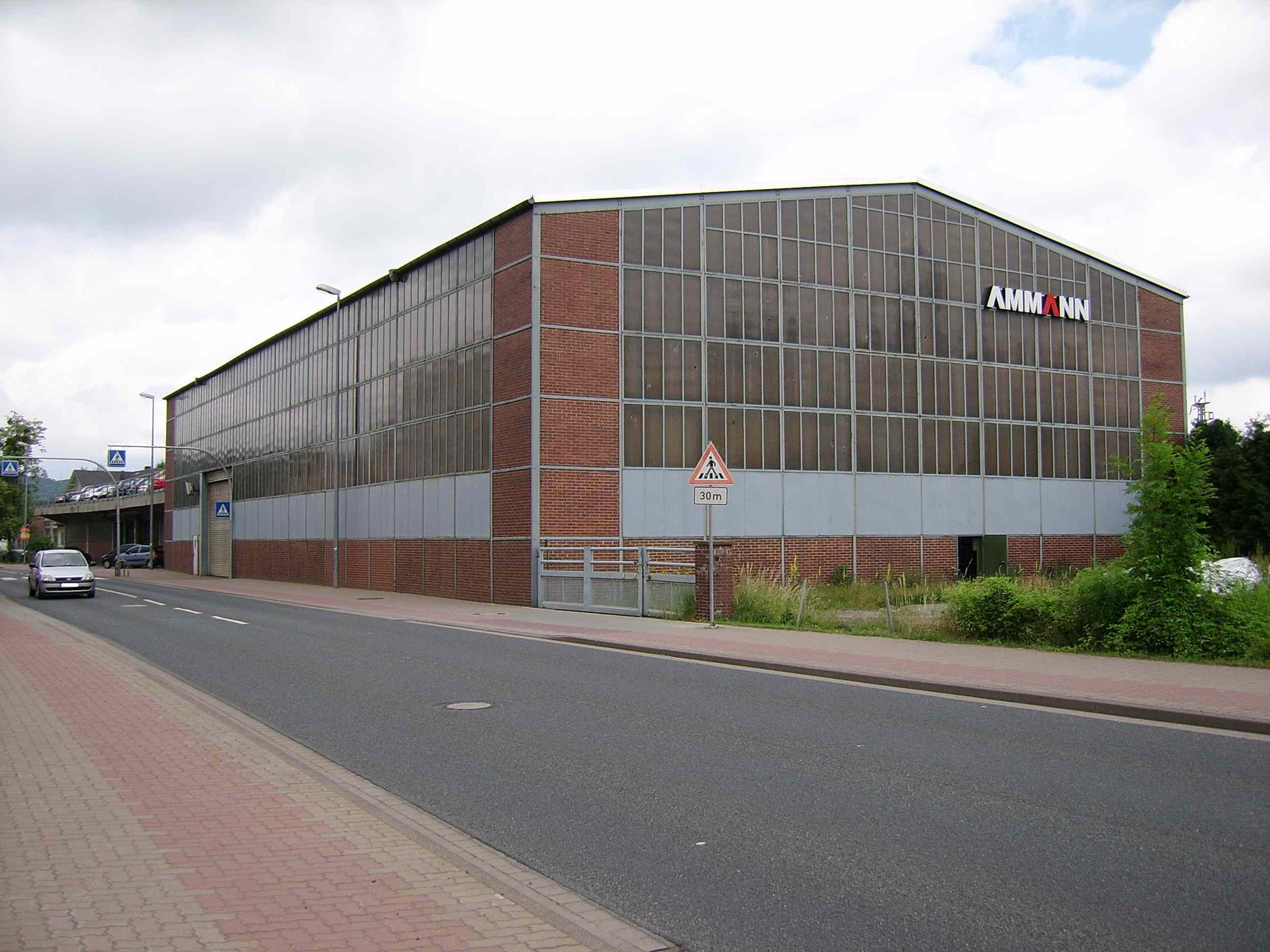
Materiallager und Garage

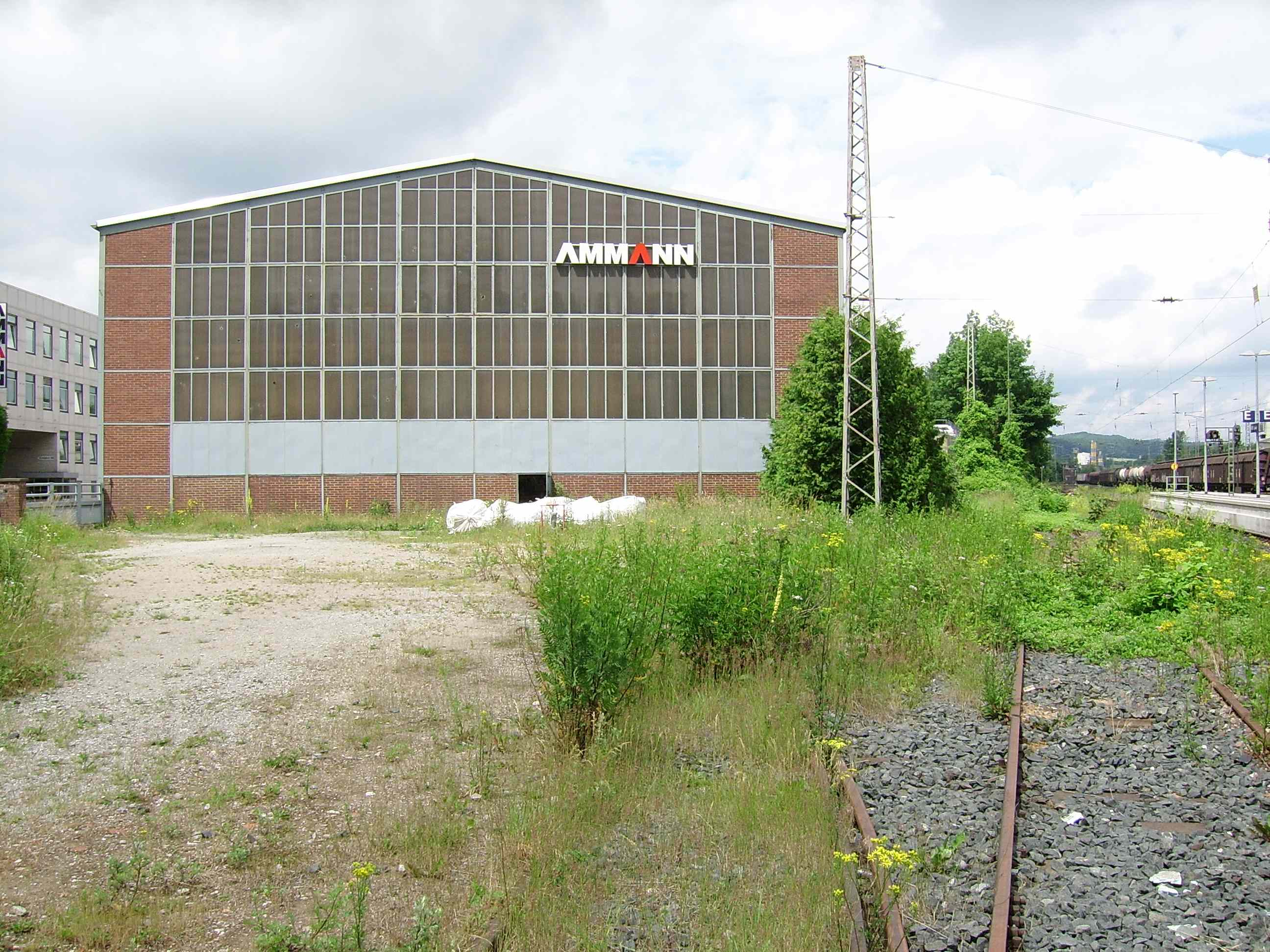
Materiallager und Gleisanlagen

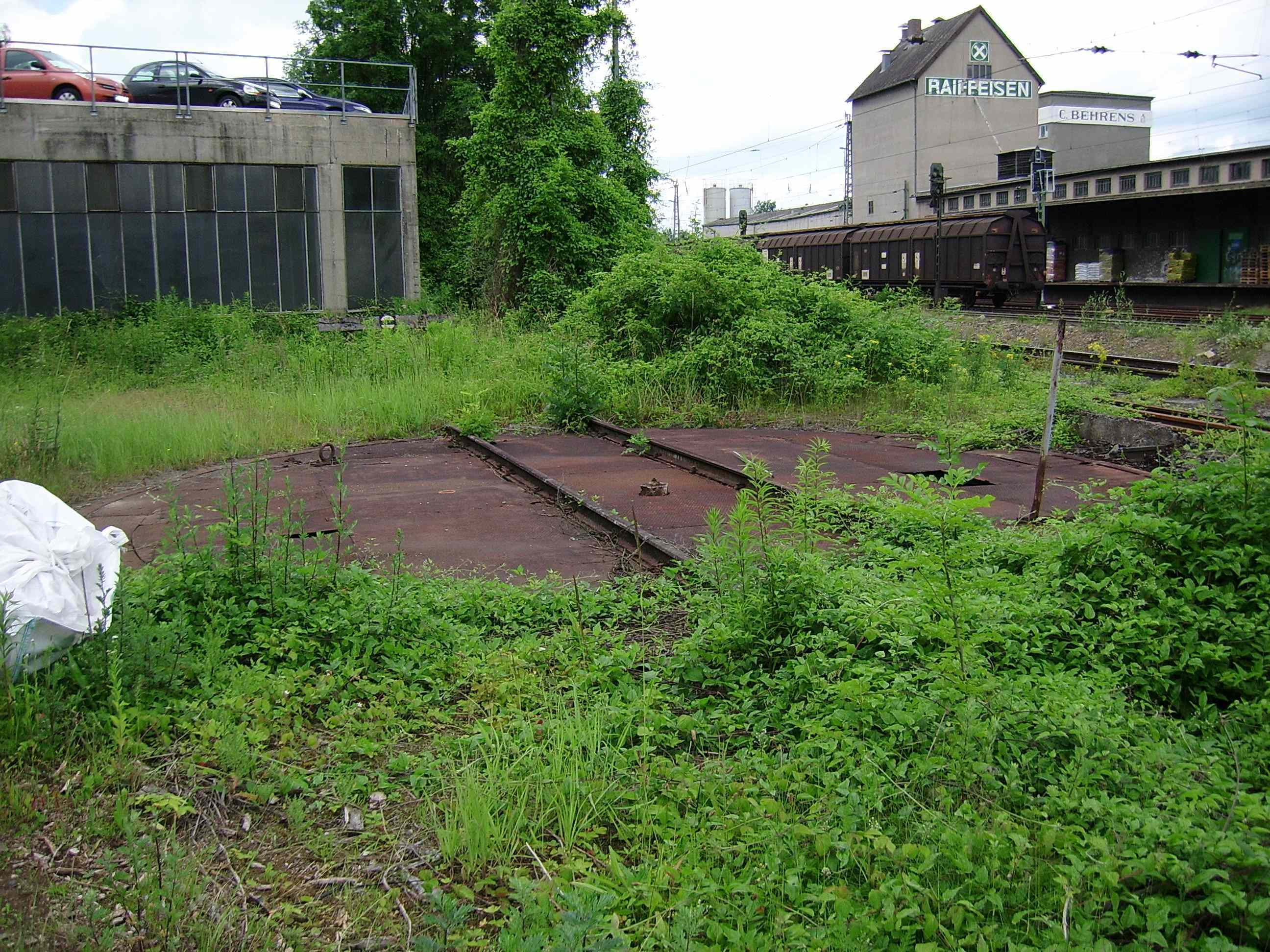
Gleisanlagen und Drehscheibe hinter dem Materiallager

Die Alfelder Eisenwerke waren ein Gießereiwaren- und Maschinenproduzent mit Sitz in Alfeld (Leine), der ab den 1920er Jahren ein bedeutender Baumaschinenhersteller war und bis zum Konkurs 1984 bestand.

## Geschichte

### Gründung und Lage
Das Unternehmen wurde am 23. Juli 1890 als Alfelder Eisenwerk, Otto Wesselmann & Cie. von Otto Wesselmann, Ingenieur und ehemaliger Betriebsleiter der Carlshütte in Delligsen, gegründet. Das Werksgelände lag günstig an der Hannöverschen Südbahn. Der Aufbau des Betriebes begann schon im März des gleichen Jahres, der erste Guss fand im August statt. In den Anfangsjahren gossen die Eisenwerke unter anderem Säulen, Balkon- und Treppengeländer, Fensterrahmen, Ringofenteile, Walzringe, Schwungräder und Schachtdeckel. Später kam eine Maschinenbauabteilung hinzu, welche die in der Umgebung entstehende Kali-, Zement- und Zuckerindustrie belieferte.

### Zwischen den Weltkriegen
Das Unternehmen konnte sich im Ersten Weltkrieg und der Inflationszeit Anfang der 1920er Jahre nur mühsam über Wasser halten. Kurz vor seinem Tod im Jahr 1924 gab Wesselmann die Geschäftsführung an den Magdeburger Ingenieur Hans Ring ab. Erbe wurde Wesselmanns Schwiegersohn Carl Heise gleichzeitig mit der Umbenennung der Firma in Alfelder Eisenwerke Carl Heise Kom. Ges., vorm. Otto Wesselmann & Cie. Im Jahr 1928 übernahm Heise die Geschäftsführung, zu diesem Zeitpunkt waren die Eisenwerke durch die Wirtschaftslage und den Zusammenschluss der Großindustrie vom Konkurs bedroht. Er setzte auf die Herstellung von Straßenbaumaschinen und konnte das Unternehmen dadurch in den Folgejahren stabilisieren. Während der Weltwirtschaftskrise sicherten Exporte der Baumaschinen den Bestand des Unternehmens und durch den Bau der Reichsautobahn ab 1933 folgte ein deutlicher Aufschwung.

### Seit 1945
Nach dem Zweiten Weltkrieg erhielt Heise ein Beschäftigungsverbot von der britischen Militärregierung. Nach Aufhebung des Verbots durften vorerst nur Gießerei- und Schlossereierzeugnisse produziert werden, vornehmlich für die Landwirtschaft. Mit der erneuten Produktion von Straßenbaumaschinen und Asphalt- sowie Betonmischanlagen erlebte das Unternehmen einen schnellen Aufschwung und gehörte bald zu den bedeutenden Unternehmen des Sektors auf europäischer Ebene. Carl Heise verstarb 1960, sein Sohn Carl-Hermann Heise übernahm die Nachfolge und erhielt im Jahr 1963 die Rudolf-Diesel-Medaille.
Gegen Ende der 1960er Jahre beschäftigte das Unternehmen rund 500 Arbeitnehmer.
Ende der 1970er Jahre kam der wirtschaftliche Niedergang durch ausländische Konkurrenten und eine sich verschlechternde Wirtschaftslage. Die Alfelder Eisenwerke gingen 1984 in Konkurs, die Konkursmasse übernahm die Schweizer Ammann Group, welche in Alfeld unter dem Namen Ammann Asphalt GmbH heute noch Asphaltmischanlagen produziert.

## Geschäftsführer
- 1890–1924 Otto Wesselmann
- 1924–1928 Hans Ring
- 1928–1960 Carl Heise
- 1960–1984 Carl-Hermann Heise

## Soziales

### Einrichtungen
Das Unternehmen besaß einen Werkschor, eine Betriebskrankenkasse und errichtete Werkswohnungen.

### Werkschor
Der Werkschor wurde im Jahr 1937 gegründet und trat ein Jahr später das erste Mal öffentlich auf. Mitgliedschaft bestand im Deutschen Allgemeinen Sängerbund. In den ersten Jahren beschränkte man sich im Wesentlichen auf Auftritte bei internen Anlässen, reiste nach dem Zweiten Weltkrieg aber auch durch Deutschland, die Niederlande und Österreich. Der Schwerpunkt lag jedoch weiterhin auf Betriebsfesten der Eisenwerke und Anlässen im nahen Umkreis. Das Repertoire bestand aus ca. 250 Titeln und im Laufe der Jahre wurden drei Schallplatten veröffentlicht. Im Jahr 1977 feierte der Chor sein 40-jähriges Bestehen, zu diesem Zeitpunkt waren insgesamt über 200 Angestellte der Firma im Chor aktiv gewesen. Mit dem Niedergang der Alfelder Eisenwerke im Jahr 1984 hörte vermutlich auch der Werkschor auf zu bestehen.
Liederväter und Vorsitzende
- 1937–1952 Adolf Fricke
- 1953–1962 Karl Gade
- 1963–1975 Reinhard Walter
- Seit 1976 Hans Wagner

Dirigenten
- Werner Dockhorn
- Karl-Heinz Fischer
- Hubert Galler
- Hans-Joachim Grebe
- Albert Henkel
- Fred Humpert
- Wilhelm Krukenberg
- Horst Pinkawa
- Hugo Schubach

Schirmherrschaft
- 1937–1966 Margarete Heise
- Seit 1966 Gisela Heise